# Camaragibe
Camaragibe este un oraș în Pernambuco (PE), Brazilia.